# Kyriakos Papadopoulos
Kyriakos Papadopoulos (em grego, Κυριάκος Παπαδόπουλος: Katerini, 23 de fevereiro de 1992) é um futebolista profissional grego que atua como zagueiro. Atualmente, está sem clube.

## Carreira
Nascido em Katerini, Papadopoulos iniciou nas categorias de base do clube local, o Svoronos Katerinis. Em Julho de 2007 assinou um contrato profissional com o Olympiacos. Ele imediatamente ganhou várias oportunidades em amistosos de pré temporada. Em 2010 foi adquirido pelo Schalke 04 por 2 milhões de Euros. Perdeu espaço no clube na temporada 2014/15 sendo emprestado para o Bayer Leverkusen. Após boa passagem foi adquirido em definitivo pelo clube por 6 milhões e meio de Euros. Em 2016 foi emprestado para o recém promovido RB Leipizig para a disputa da Bundesliga.

## Seleção Grega
Desde 2008 é presença constante nas categorias de base da Seleção. Fez sua estreia pela Seleção principal em 04 de junho de 2011, na vitória contra Malta por 3–1, pelas Eliminatórias da Eurocopa de 2012. Nesta partida, Papadopoulos, marcou também seu primeiro gol pela Seleção principal.

## Títulos
Olympiacos
- Super Liga Grega: 2007–08 e 2008–09
- Copa da Grécia: 2007–08 e 2008–09

Schalke 04
- DFB Pokal: 2010–11
- Supercopa da Alemanha: 2011